# 望郷は海を越えて
『望郷は海を越えて』（ぼうきょうはうみをこえて）が宝塚歌劇団のミュージカル作品。宙組公演。形式名は「宝塚グランド・ロマン」。宝塚は20場、東京・中日は18場。
作・演出は谷正純。併演作品は『ミレニアム・チャレンジャー!』。

## 解説
※『宝塚歌劇100年史（舞台編）』の宝塚大劇場公演参考。
鎖国の時代。広い世界に憧れる九鬼海人は由布姫との婚礼の日、日本人漂流者の話を聞こうと船を出して嵐に遭い、シベリアに流れ着いてしまう。鎖国の日本を離れ、世界を見てしまった男の波乱に満ちた半生を描いた作品。シベリアに漂着した海人が、エカテリーナII世擁立のクーデターに巻き込まれながらも、断ちがたい望郷の念から仲間と共に遥か日本を目指す壮大な作品。
宝塚では和央ようかの宙組トップスターお披露目公演。

## 公演期間と公演場所
- 2000年8月18日 - 9月25日（新人公演：9月12日）　宝塚大劇場[1]
- 2000年9月22日 - 10月29日（新人公演：11月14日）　TAKARAZUKA1000days劇場（東京）[2]
- 2001年2月3日 - 2月22日　中日劇場[3]

## スタッフ
※氏名の後ろに「宝塚」、「東京」、「中日」の文字がなければ全劇場共通。
- 作曲・編曲：吉崎憲治[1]/宮原透[1]
- 音楽指揮：佐々田愛一郎[1]
- 振付[1]：西﨑真由美/尚すみれ
- 擬闘：清家三彦[1]
- 装置：新宮有紀[1]
- 衣装：任田幾英[1]
- 照明：勝柴次朗[1]
- 音響：加門清邦[1]
- 小道具：伊集院撤也[1]
- 効果：扇野信夫[1]
- 演技指導：村田富久[1]
- 演出補：中村一徳[1]
- 振付補：西﨑峰[1]
- 装置助手：國包洋子[1]
- 衣装補：河底美由紀[1]
- 小道具補：谷田祥一[1]
- 舞台進行：豊田登[1]
- 舞台監督[2]：藤村信一（東京）/中村兆成（東京）/香取克英（東京）/宮脇学（東京）
- 舞台美術製作：株式会社宝塚舞台[1]
- 演奏：宝塚歌劇オーケストラ（宝塚・中日）[1]
- 録音演奏：宝塚歌劇オーケストラ（東京）[2]
- 制作：北野靖[1]
- 演出担当（新人公演）：中村一徳[1]

## 特別出演
※氏名の後ろの（）は2000、2001年当時の所属組。

### 宝塚
- 湖月わたる（専科）[1]
- 樹里咲穂（専科）[1]

### 中日
- 樹里咲穂（専科）[3]
- 彩輝直（専科）[3]

## 主な配役
※氏名の前に「宝塚」、「東京」、「中日」の文字がなければ全劇場共通。（）は宝塚・東京における新人公演。
- 九鬼海人 - 和央ようか（久遠麻耶）[1]
- 由布姫、エカテリーナII世 - 花總まり（美羽あさひ）[1]
- 秋月蔵人 - 宝塚：湖月わたる（華宮あいり）[1]、東京・宙日：彩輝直[2][3]（華宮あいり）
- 渡海屋源九郎 - 樹里咲穂（初嶺まよ）[1]
- アレクセイ・オルローフ伯爵 - 水夏希（速水リキ）[1]
- リュドミラ - 陵あきの（遠野あすか）[1]
- ピョートルIII - 朝比奈慶（月丘七央）[1]
- オリガ - 久路あかり（杏里ミチル）[1]
- 船越伊三 - 久遠麻耶（和涼華）[1]
- オトキチ - 宝塚・東京：?、中日：大峯麻友[3]